# تأملات في الفلسفة الأولى

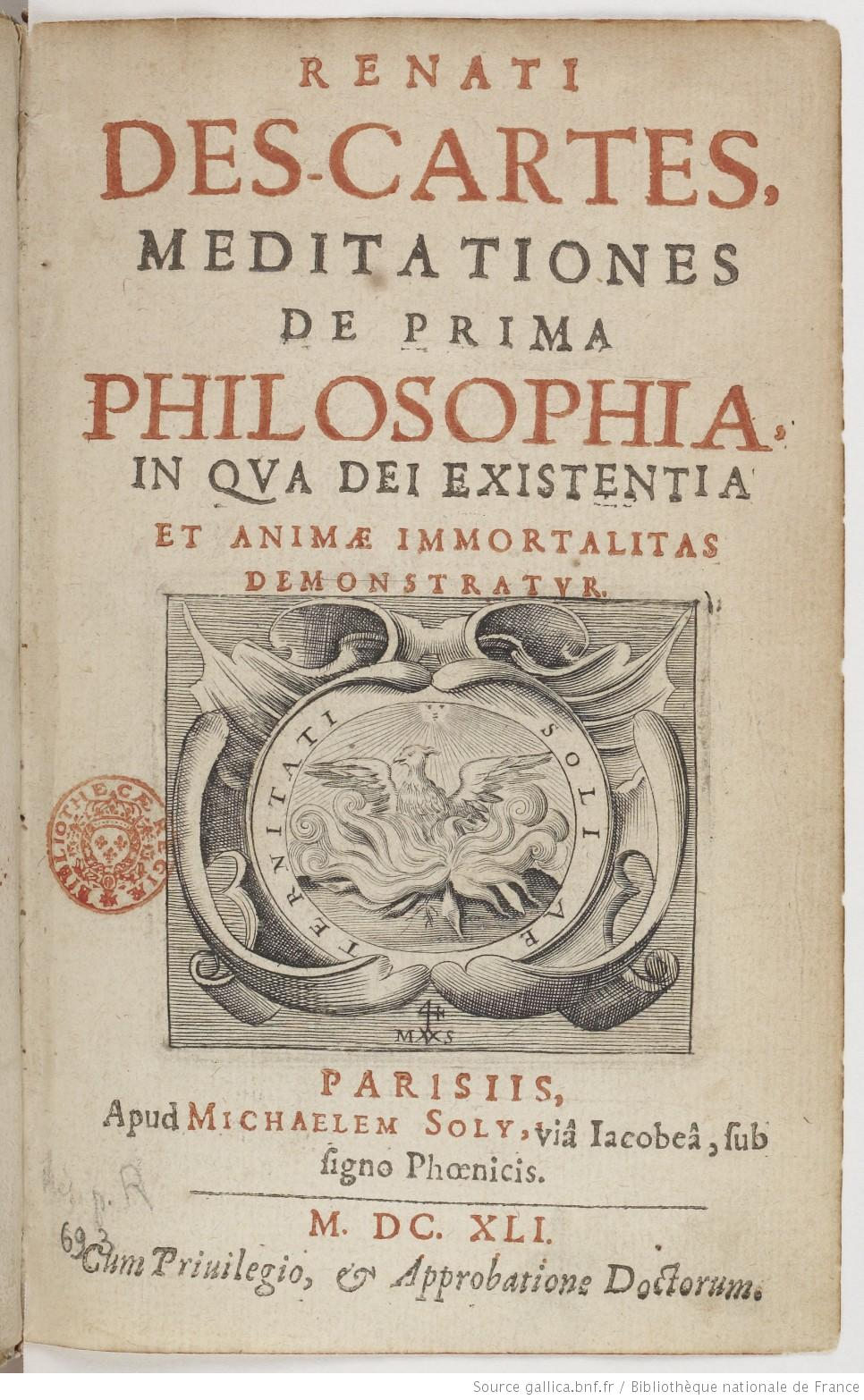
تأملات في الفلسفة الأولى

تأملات في الفلسفة الأولى (باللاتينية: Meditationes de prima philosophia, in qua Dei existentia et animæ immortalitas demonstratur) هي الأطروحة الفلسفية للكاتب والفيلسوف رينيه ديكارت تم نشرها لأول مرة في عام 1641 (باللغة اللاتينية) وتم ترجمتها ونشرها باللغة الفرنسية (من قبل دوق لوين بإشراف ديكارت نفسه) في عام 1647 بعنوان تأملات ميتافيزقيّة.
يتألف الكتاب من ستة تأملات ينفي الكاتب فيها بدايةّ كافة الأشياء غير المؤكدة ليحاول بعدها رحلة التقصي عن الأشياء المعروفة والواضحة تماماً. لقد تم كتابة التأملات كما لو أن الكاتب كان يقوم فعلياً بالتأمل لمدة ستة أيام، ففي كل تأمل تمت الإشارة إلى التأمل السابق بال ـ«بارحة».
تتضمن التأملات عرضاً بالغ الدقة لنظام ديكارت الميتافيزيقي، وتوسيعاً لنظام ديكارت الفلسفي والذي بدأ بالحديث عنه في الجزء الرابع من كتابه الشهير مقال عن المنهج (1637). كما يمكن تقفي أفكار ديكارت الميتافيزيقية في كتابه مبادئ الفلسفة
 (1644) الذي أراده الكاتب أن يكون بمثابة دليل عام في الفلسفة.

## الإهداء والمقدمة
يطلب ديكارت من الكلية التي كرس إليها عمله حماية هذا العمل.
كان ديكارت مهتماً في تبيان أهمية استخدام الفلسفة أداةً مقنعةً لغير المؤمنين بهدف التحقق من وجود الله، مثلما تستخدم الذرائع الإلهية للهدف نفسه بالنسبة للمؤمنين. خاصةً وأنه من الممكن اتهام المؤمنين بالاستنباط الدائري (بلا نتيجة) عند القول أنه يجب على المرء الإيمان بالله بسبب الكتب المقدسة وسلطة الكتب المقدسة، لأن الكتب المقدسة استهلمت بفضله. يتابع ديكارت بتأكيده كيف أن الكتب المقدسة تتحدث عن أن استخدام العقل وحده يمكّن المرء من اكتشاف الله بغض النظر عن الروح.

## ملخص التأملات

### التأمل الأول: تلك الأشياء التي قد تكون موضعاً للشك
هذا الشك منهجي لأن ديكارت لا يستخدمه إلا كوسيلة للوصول إلى يقين أول واضح بذاته، ولا يأخذ الشك موقفاً نهائيا له. يقول ديكارت: «يجب النظر إلى كل ما يمكن أن يوضع موضع الشك على أنه زائف». ولا يقصد ديكارت بذلك الحكم بزيف كل شئ، أو بزيف كل ما يوضع محل الشك، بل يقصد أنه لن يقبل بأي شئ على أنه حقيقى ما لم يخضع لامتحان الشك، الذي يستطيع به الوصول إلى شئ يقيني عن طريق برهان عقلي. وهو يذهب إلى أننا سوف نتمكن من التأكد من صحة ويقين أشياء كثيرة ومنها العلوم بعد أن نمارس خطوة الشك، وليس ذلك إلا لأننا تمكنا من تأسيسها على أسس من اليقين والوضوح العقلي. ولذلك فهو عندما يضع موضع الشك كل العلوم بما فيها الرياضية والهندسية فليس ذلك إلا بغرض تأسيسها على أسس يقينية واضحة. والحقيقة أنه يقوم بذلك بالفعل ابتداء من التأمل الرابع، حيث يثبت يقين العلم الطبيعي من منطلق أنه في العقل فكرة واضحة ومتمايزة ويقينية عن الامتداد الذي هو جوهر العالم الطبيعي.
لكن يضع ديكارت أشياءً أخرى كثيرة محل الشك وتسقط في هذا الاختبار وبالتالي يستبعدها تماماً لأنها لم تصل إلى درجة اليقين والوضوح والتمايز الذي يبتغيه. ومن هذه الأشياء كل ما تعلمناه سواء من الحواس أو من خلالها، أي أنه يرفض كل ما تأتى به الحواس من إدراكات ويرفض الإدراك الحسي نفسه كأداة معرفية وهذا يتضمن كل شئ نعرفه عن العالم الخارجي وكذلك عن أنفسنا باعتبارنا أجساداً. وهو يرفض شهادة الحواس لأنها دائماً ما تخطئ، ودائماً ما تكون الحواس عرضة للأوهام أو الاعتقادات الخاطئة، ويذهب ديكارت في ذلك إلى أنه «من الحكمة ألا نثق في الذي خدعنا ولو لمرة واحدة». فإذا ثبت أن الحواس لم تكن محل ثقة في أحيان فكيف لنا أن نثق بها في كل الأحيان؟ وهناك سبب آخر يقدمه ديكارت لعدم الثقة في الحواس، وهو أنه لو لم نكتشف أننا ننخدع بالحواس ونسلم بهذا فما أدرانا أننا لا نحلم؟ ذلك لأن المرء في الحلم يشاهد أشياء كأنه يراها على الحقيقة في حين أنها ليست كذلك، وبالتالي فمن الممكن أن يكون كل ما نراه ونحس به حلم كبير والحالم غالباً ما لا يعلم أنه يحلم وبالتالي فمن الممكن أن نكون في حلم ونحن لا نعلم ذلك.
ثم يأتي ديكارت بعد ذلك إلى تناول حقائق الحساب والهندسة ويذهب إلى أننا يجب أن ننحيها جانباً على الرغم مما هو فيها من وضوح وتمايز، حتى أنه الحقيقة القائلة أن اثنين زائد ثلاثة تساوي خمسة وأن المربع هو ما له أربع أضلاع ليست محمية من الشك، فمن الممكن أن يكون هناك شيطان ماكر هو الذي أوحى لي بهذه الأشياء وأوهمني أنها حقائق وهي ليست كذلك، وينتهي ديكارت إلى القول بأنه «ليس هناك أي شئ كنت أعتقده في السابق أنه حقيقي لا يمكن أن أضعه موضع الشك، وذلك بناء على أسباب قوية ومعتبرة». والحقيقة أن ديكارت الذي شك في حقائق الحساب والهندسة في التأمل الأول على أساس افتراض الشيطان الماكر لن يعود إلى إثباتهما إلا في التأمل الرابع عندما يثبت أن الإله الرحيم العادل لن يتركه يخضع لسلطة هذا الشيطان ولن يجعله ينخدع ويثق في أشياء باطلة وذلك بعد أن يثبت وجود الإله في التأمل الثالث.

### التأمل الثاني: طبيعة العقل البشري، وأنها معروفة أكثر من المعرفة بالجسد
يبدأ ديكارت في التأمل الثاني من النقطة التي انتهى عندها في التأمل الأول، قائلاً: «سأستمر بتنحية كل ما فيه قليل من الشك.. حتى أصل إلى شئ يقيني». يذهب ديكارت إلى أنه حتى ولو كان افتراض وجود شيطان ماكر صحيحاً، وحتى لو كان هذا الشيطان الماكر يخدعه بأن يصور له وجود عالم لا وجود له، فإن هذا الشيطان الماكر لا يمكن أن يخدعه في وجوده ذاته، فلا يمكن أن يصور له أنه موجود في حين أنه ليس موجوداً. وبذلك يتوصل ديكارت إلى أول يقين وهو وجود الذات، ويقول أنه يشعر بوجوده وبهويته وبالتالي فهو موجود.ويستخدم ديكارت حجة شبيهة في «مبادئ الفلسفة» إذ يقول: «لا يمكننا الشك في وجودها أثناء عملية الشك»، ذلك لأن الكائن الذي يشك يجب أن يكون موجوداً في البداية، «ذلك لأن من التناقض الاعتقاد في أن الذي يفكر لا يوجد أثناء التفكير». فالتفكير في حد ذاته دليل على وجود الذات التي تفكر، «هذا الاستنتاج القائل (أنا أفكر، إذن أنا موجود Cogito, erg osum) هو أول شئ يقيني على الإطلاق».
والحقيقة أن ديكارت ينطلق إلى تأكيد هذه النتيجة على أساس العلاقة التقليدية بين الجوهر والأحوال، أو الموضوع والمحمول، فحسب هذه العلاقة التقليدية لا يمكن أن تكون هناك أحوال دون جوهر تحمل عليه، ولا يمكن أن يكون هناك محمول، بالمعنى المنطقي بدون موضوع، ولا يمكن أن يكون هناك فعل دون قائم بهذا الفعل. والتفكير فعل يجب أن يكون له فاعل أو محل يحدث فيه أو شئ يقوم به وهو الذات المفكرة. وهكذا نرى أن الثورة الفلسفية التي أتى بها ديكارت تكمن خلفها بعض الاتجاهات التقليدية القديمة في الفلسفة. هذا بالإضافة إلى أن الانطلاق من الفكر إلى الوجود، أي من واقعة حضور شئ ما في الفكر إلى القطع بوجوده الواقعي، مثلما سيفعل ديكارت مع فكرة الإله الكامل، هو أيضاً اعتقاد فلسفي تقليدي موغل في القدم يصل إلى فلاسفة ما قبل سقراط وعلى رأسهم بارمنيدس.
ويتساءل ديكارت بعد ذلك عن طبيعة وجود هذه الذات التي اكتشف وجودها اليقيني والواضح، ويذهب إلى أنه يدرك نفسه باعتباره جسماً، أي ممتلكاً لإحساسات معينة ورغبات ومشاعر. وعلى الرغم من أنه يمكن الشك في الأشياء الحسية، إذ يمكن أن تكون مجرد أوهام، إلا أنه لا يمكن الشك في أن المرء حاصل على وعي بالإحساسات، وهذا الوعي في حد ذاته موجود وحاضر ولا يمكن أن يكون وهماً. ويتوصل ديكارت من ذلك إلى أن الوعي بالجسد نفسه يأتي من الفكر، ذلك لأن الإحساس والرغبة والمشاعر كلها عناصر فكرية يدركها المرء بفهمه وعقله، وينتهي ديكارت إلى القول بأن الذات توجد باعتبارها شيئاً مفكراً،Richard Schacht: op. cit, PP. 8 – 12.
أي فكر خالص يعد هو نفسه أساس الوعي بالحالات الجسدية. لكن يقف ديكارت طويلاً على مفهوم آخر مرتبط بالجسد، وبكل الأشياء الجسمية، ويتساءل: هل أمتلك وعياً بذاتي بفضل امتلاكي لجسد ممتد، أي ذي أبعاد تشغل حيزاً من الفراغ؟ ويجيب بالنفي، ذلك لأن إدراك الشئ الممتد، بما فيه الجسم الإنساني لا يعتمد على الحواس بل على الفكر. ويضرب مثالاً على ذلك بقطعة من الشمع. فهذه القطعة لها شكل معين ولون وملمس، وعندما تتعرض للحرارة تذوب ويتغير شكلها وملمسها ولونها، وليس معنى هذا أنها اختفت أو كفت عن الوجود بل يظل الفكر يعرف أنها باقية، وذلك من كونها لا تزال شيئاً ممتداً. ومعنى هذا أنه لا الشكل أو اللون أو الملمس قادر على إبقاء هوية شئ ثابتة في الفكر، والامتداد وحده هو القادر على ذلك. هذا الامتداد ليس شيئاً تتلقاه الحواس مثل اللون والملمس والرائحة بل هو شئ يدرك بالفكر وحده. ومعنى هذا أن الفكر لا يدرك ماهية المادة من الإحساسات التي يتلقاها منها بل من فكرة الامتداد التي يدركها الفكر مباشرة على أنها ماهية كل ما هو جسمي بما فيه الجسم الإنساني.

### التأمل الثالث: في وجود الله
يعتقد ديكارت أن الله يشبه العقل من حيث أن الله والعقل يفكران ولكن ليس لهما وجود مادي أو جسمي، إلا أن الله يختلف عن العقل بأنه غير محدود، وأنه لا يعتمد في وجوده على خالق آخر، ويقول:«إنني أدرك بجلاء ووضوح وجود إله قدير وخير لدرجة لا حدود لها».
مبررات ديكارت لإثبات وجود الإله:
ينتقل ديكارت في التأمل الثالث إلى تناول وجود الإله وطبيعته، ويثبت وجوده بدليلين، وفي التأمل الخامس يستخدم دليلاً ثالثاً. وجدير بالذكر أن الذي جعل ديكارت ينتقل من إثبات وجود الذات المفكرة إلى البحث عن يقين آخر وهو الإله ويشرع في إثبات وجوده هو أنه استمر في ممارسة شكه، ذلك لأنه رأى أن مجرد إثبات وجود الذات لا يكفي كي يصل إلى يقين مطلق حول باقي أفكاره وحول العالم، حتى أنه لا يزال يشك في التأمل الثالث في الحقائق الحسابية والرياضية ويفترض أن هناك من يخدعه حولها وأن هذا المخادع هو الذي جعله يعتقد في صدقها في حين أنها ليست كذلك. ويتناول ديكارت يقينه الأول الذي وصل إليه وهو وجود الذات ويذهب إلى أن هذا الوجود لا يكفي في حد ذاته لإثبات حقائق العالم المختلفة، حتى أنه يفترض أن الذات تحصل على يقينها من خلال نور فطري في النفس الإنسانية لا يرجع إلى العالم الخارجي. لكنه يعود ليشك في هذا النور الفطري ذاته لأنه لا يذكر عنه سوى ما تلقاه من حقائق في العالم الخارجي، وبذلك يكون النور الفطري مجرد عامل مساعد يظل معتمدأً على ما تتلقاه الذات من العالم الخارجي. وهذا الاعتماد للنور الفطري على أشياء العالم لا يجعله عند ديكارت يقيناً مستقلاً بالذات، بل يمكن أن يكون هو نفسه عرضة للشك، لأن النور الفطري يقتصر دوره على ما تتلقاه الذات من العالم، وبذلك فهو ليس فاعلاً بل منفعلاً، ليس إيجابياً بل سلبي. والنور الفطري ليس سوى تأكيد الذات على حقائق العالم بناء على وضوح وتميز أفكارنا عنه. هذا الوضوح والتمييز في حد ذاته عرضة للشك لأنه يمكن أن ينتهي في النهاية إلى مجرد خداع أو إلى شيطان ديكارت الذي لا يكف عن افتراض وجوده دائماً في مؤلفاته. وفي مواجهة عدم كفاية اليقين الأول وهو وجود الذات، وبسبب أن هذه الذات يمكن أن تكون منخدعة، يشرع ديكارت في البحث عن أساس ثان لليقين يستطيع به تأسيس يقينه بحقائق العالم. وعندما يبحث في فكره عن أفكار يدركها في وضوح وتميز يجد أنه يستطيع التفكير في إله كامل. فبعد أن ينحي العالم كله ويستبعده من تفكيره هو والأفكار المتعلقة به وما يؤكده من نور فطري الذي هو في حد ذاته محل للشك، يتناول الفكرة الثانية التي تطغي على تفكيره بعد فكرة الذات المفكرة مباشرة وهي فكرة الإله. ويجعل ديكارت فكرة الإله هي الفكرة الوحيدة القادرة على تخليصه من شكه، لأنه بدون هذا الإله لن يستطيع أن يكون على يقين من أي شئ، ولن يستطيع أن يتخلص من فكرة الشيطان الماكر الذي يخدعه دائماً، ويقول في ذلك: «يجب أن أبحث فيما إذا كان هناك إله بمجرد ما أن تأتي الفرصة لذلك، وإذا اكتشف أن هناك إله، يجب علىَّ أيضاً أن أبحث فيما إذا كان مخادعاً»، ذلك لأن الإله إذا كان مخادعاً فلن يكون هو الإله الحقيقي بل سيصبح الشيطان الماكر بعينه، «ذلك لأنه بدون معرفة بهاتين الحقيقتين، أي وجود الإله وأنه ليس مخادعاً، فلا يمكن أن أصبح على يقين من أي شئ»، عدا كونه وجوداً مفكراً وحسب.
أدلة وجود الإله:
الملاحظ أن ديكارت يتوصل إلى وجود الذات المفكرة لا بأدلة وبراهين عقلية مثل التي يستخدمها في إثبات وجود الله، بل بالحدس والبصيرة. ذلك لأن السلسلة التي ينتقل فيها من الشك إلى اليقين بوجوده باعتباره كائناً مفكراً، والتي يقول فيها: «أنا أشك إذن أنا أفكر، إذن أنا موجود» ليست ببرهان عقلي بل هي في حقيقتها برهان حدسي، يقوم على البصيرة والنور الفطري. وعندما يأتي ديكارت لتناول فكرة الإله كفكرة في الذهن وحسب، وكي يوضح أنه ليس مجرد فكرة وأنه يتمتع بوجود حقيقي يشرع في تقديم أدلة عقلية وبراهين منطقية على وجوده. ومعنى هذا أن ديكارت يقدم أدلة وبراهين على ما توصل إليه عن طريق حدس باطني وبصيرة داخلية، ذلك لأنه يبحث في ذاته عن فكرة أخرى غير فكرة الذات المفكرة ويجد فكرة الإله، وهذا هو طريق الحدس، الذي يثبته بعد ذلك عقلياً في صورة أدلة. إن كثيراً ممن يعرض لفلسفة ديكارت ينتقل مباشرة من إثباته لوجود الذات المفكرة إلى أدلته على وجود الإله، متناسياً الكيفية التي ظهرت بها فكرة الإله لديه. فهو لم يتوصل إلى هذه الفكرة بأدلة عقلية بل بحدس باطني وبصيرة داخلية، وهذه هي النقطة التي لم يركز عليها أغلب من تناولوا فلسفته من مؤرخي الفلسفة. فكرة الإله ذاتها يعرفها ديكارت بحدس وبصيرة داخلية، أماوجوده فيعرفه أو يثبته بأدلة وبراهين عقلية. وكونه يعرف فكرة الإله بحدس باطني يجعل فلسفته مشابه لفلسفة القديس أوغسطين التي تعتمد على نفس الوسيلة وهي الحدس والبصيرة الداخلية لاكتشاف فكرة الإله داخل النفس. ومرة أخرى نرى كيف أن فلسفة ديكارت ليست جديدة تماماً بل تنطوي على عناصر تقليدية سبق ظهورها في فلسفات العصور الوسطى.
الدليل الأول:
وهو دليل الكمال. يميز ديكارت بين نوعين من الوجود: الوجود الموضوعي والجود الفعلي أو الواقعي. الوجود الفعلي هو وجود الأشياء المحسوسة الحاضرة أمامنا في هذا العالم، أما النوع الآخر من الوجود فهو الوجود الذي يتمتع بصفات الكمال. يمكنني أن أفكر في الحصان الطائر مثلاً، على الرغم من أنه غير موجود، ويمكنني أيضاً أن أفكر في المائدة الحاضرة أمامي وأدرك أنها موجودة، وأفكر كذلك في إله كامل. ومن بين هذه الأفكار نرى أن فكرة الحصان الطائر موجودة في ذهني فقط وليس لها وجود فعلي، والمائدة موجودة أمامي وهي بذلك تتصف بالوجود الفعلي إلى جانب كونها فكرة حاضرة في ذهني. وعلى الرغم من أن الإله غير حاضر أمامي إلا أن وجوده موضوعي، ذلك لأن ما يتصف بصفات الكمال يتمتع بوجود أكثر موضوعية من الأشياء الموجودة بالفعل، لأنها في النهاية ناقصة ومصنوعة، وفكرة الخالق أكثر موضوعية من فكرة المخلوق حتى ولو لم يكن هذا الخالق حاضر فعلياً أما الحواس. وفي ذلك يقول ديكارت: «إن إلهاً أعلى – أبدي – لا متناهي – كلي العلم والقدرة وخالق لكل شئ خارجاً عنه حاصل على حقيقة موضوعية في ذاته أكثر من تلك العناصر المتناهية». ويبني ديكارت استدلاله هنا على أساس أن الخالق أكثر حقيقة من المخلوق، والكامل أكثر حقيقة من الناقص، والكلي العلم والقدرة أكثر حقيقة من ناقص العلم والقدرة، واللامتناهي أكثر حقيقة من المتناهي. ويذهب ديكارت إلى أن كل تلك الصفات التي نعرفها عن الإله يجب أن تكون لها أسباب لوجودها، ولا يكون الإنسان هو مخترعها، ذلك لأن الإنسان ناقص وبذلك لا يمكن أن يكون هو سبب فكرة الكمال. كما أن كل تلك الصفات يجب أن ترجع إلى علة كافية وضرورية وهي الإله نفسه الموجود وجوداً فعلياً. فمن صفات الكمال الوجود، وإذا لم تكن فكرة الكمال ترجع إلى كائن موجود بالفعل فسوف تصبح فكرة ناقصة وهذا تناقض. وبالتالي فالكائن الكامل يجب أن يكون موجوداً، لأنه لو افتقر إلى الوجود لأصبح غر كامل ولكان مجرد فكرة في الذهن.
الدليل الثاني:
وفيه يثبت ديكارت وجود الإله انطلاقاً من وجوده هو، بمعنى أنه ليس سبباً لوجود نفسه، وبالتالي يجب أن يكون هناك كائن خالق هو الذي أوجده. يقول ديكارت: «واسأل نفسي، من أين أحصل على وجودي؟ ربما من ذاتي أو من والديَّ، أو من أي مصدر آخر أقل كمالاً من الإله؟». ولا يمكن أن يكون سبب وجوده شئ ناقص أو مفتقر إلى الكمال، وبالتالي فالإله الكامل هو سبب وجوده، وبما أنه موجود فالإله أيضاً موجود. وهو يفترض جدلاً أن يكون والديه هما السبب في وجوده، إذ يمكن أن يكونا سبباً في ميلاده كجسم وحسب، في حين أنه يوجد في الحقيقة باعتباره فكراً منفصلاً ومتمايزاً عن الجسد. فالوالدان يمكن أن يكونا سبباً لوجود هذا الجسم المادي، لكنهما لا يمكن أن يكونا السبب في النفس أو الروح. ويناقش ديكارت احتمال أن يكون السبب في وجوده شئ أكثر كمالاً من الوالدين لكن أقل كمالاً من الإله مثل الطبيعة مثلاً، ويرفض ديكارت هذا الاحتمال، ذلك لأن الأقل كمالاً من الإله لا يمكن أن تكون لديه القدرة على الخلق من العدم. ويستمر ديكارت في المزيد من توضيح هذا الدليل، ويذهب إلى أنه باعتباره جوهراً مفكراً موجود لكنه لم يكن يوجد دائماً بل إن وجوده حادث، أي حدث بعد أن لم يكن. وعندما يبدأ شئ في الوجود بعد أن لم يكن فمعنى هذا أنه أتى من العدم، أي خُلق. والقدرة على إيجاد شئ من العدم تتطلب قدرة تفوق قدرة إدراك الأشياء. وبما أن الإنسان لا يحصل إلا على قدرة على إدراك الأشياء وفهمها وحسب وليس حائزاً على قدرة إيجادها أو خلقها من العدم، فهذا يعني أن الإنسان لا يمكن أن يكون سبباً في وجوده، وبالتالي فهذا السبب يكون أكثر قدرة من الإنسان. وإذا كان الإنسان قادراً على إيجاد نفسه من العدم فمعنى هذا أنه قادر على الحصول على الكمال، لكن الإنسان ناقص، وبالتالي، فهو لا يمكن أن يكون سبباً في وجود ذاته، ولا يمكن أن يكون سبب الوجود إلا الإله الكامل.
ويقدم ديكارت حجة أخرى في إطار هذا الدليل، ويذهب إلى أن الوجود عبارة عن المرور عبر لحظات الزمن، وهذا المرور عبر الزمن يفترض القدرة على جعل الشئ الموجود في لحظة يستمر في الوجود في كل لحظات الزمن. وبما أن الإنسان ليس قادراً على إيجاد أي شئ يستمر حاضراً في كل الأزمنة، فلا يمكن أن يكون هو السبب في استمرار وجوده في الزمن. وبذلك فيجب أن تكون هناك قدرة على استمرار الإيجاد في الزمان، وهذه القدرة غير متوافرة في الإنسان، وبالتالي فالإله هو هذه القدرة التي تجعل وجودي، ووجود الأشياء كلها. مستمرة في الزمان. والملاحظ أن هذه الحجة هي في حقيقتها ليست حجة لإثبات وجود الله وحسب بل حجة على استمرار خلقه واستمرار العناية الإلهية. فديكارت يعتقد في أن الإله لم يخلق الإنسان والعالم في لحظة من الزمان ثم انتهى عمله عند ذلك، بل كان يعتقد في نظرية الخلق المستمر والعناية الإلهية تلك النظرية المستمدة من فلسفات العصور الوسطى.
الدليل الثالث:
ويسمى هذا الدليل بالدليل الأنطولوجي، وذلك لسببين، الأول أنه يستخلص وجود الإله من فكرة الكائن الكامل، والثاني أنه يوحد الفكر والوجود في حالة الإله، ويعتبر أن الإله باعتباره فكرة مساوياً للإله باعتباره وجوداً حقيقياً. ويحتوي هذا الدليل على مسلمة منطقية تذهب إلى أن ما هو ممكن ومقبول منطقياً يمكن وجوده واقعياً، بمعنى أننا إذا كنا نستطيع تصور أن المفهوم أ ينطوي على المفهوم ب، فمعنى هذا أن الشئ المسمى أ ينطوي على الشئ المسمى ب، فالعلاقة المنطقية التي تدرك بيقين وتميز في الفكر يمكن وجودها واقعياً خارج الفكر. ويسير الدليل الثالث بنفس الطريقة، إذ يذهب ديكارت إلى أن لديه فكرة واضحة ومتميزة عن الكائن الكامل، وهذا الكائن لا يمكن أن يفتقر إلى أي صفة بما فيها صفة الوجود. ومن التناقض تصور فكرة الإله باعتباره الكائن الكامل دون تصور وجوده، ذلك لأن الكائن الكامل غير الموجود حقيقة يعد تناقضاً ونقصاً في فكرة الكمال ذاتها، وبالتالي فإن الوجود جزء من مفهوم الإله، إذن الإله موجود.
- التأمل الرابع: الصواب والخطأ
- التأمل الخامس: يتعلق بجوهر الأشياء المادية، ومرة أخرى بالله، فيما إذا كان موجوداً أو لا
- التأمل السادس: يتعلق بوجودية الأشياء المادية، والفرق الحقيقي بين العقل والجسد

## التراجم
نشر ديكارت كتابه للمرة الأولى باللاتينية (حيث كانت لغة الفكر آنذاك) وأشرف على ترجمتها الفرنسية (لغته الأم) التي نشرت بعدها بست سنوات. ترجمت التأملات بعدها إلى عديد اللغات، وكان للعربية حظ منها في ترجمتين لأستاذي فلسفة من جيل أوائل القرن العشرين هما المصري عثمان أمين واللبناني كمال الحاج.

## وصلات خارجية
- ديكارت: مختارات من «تأملات في الفلسفة الأولى» ترجمة: د. كمال الحاج